# Benjamin Zander

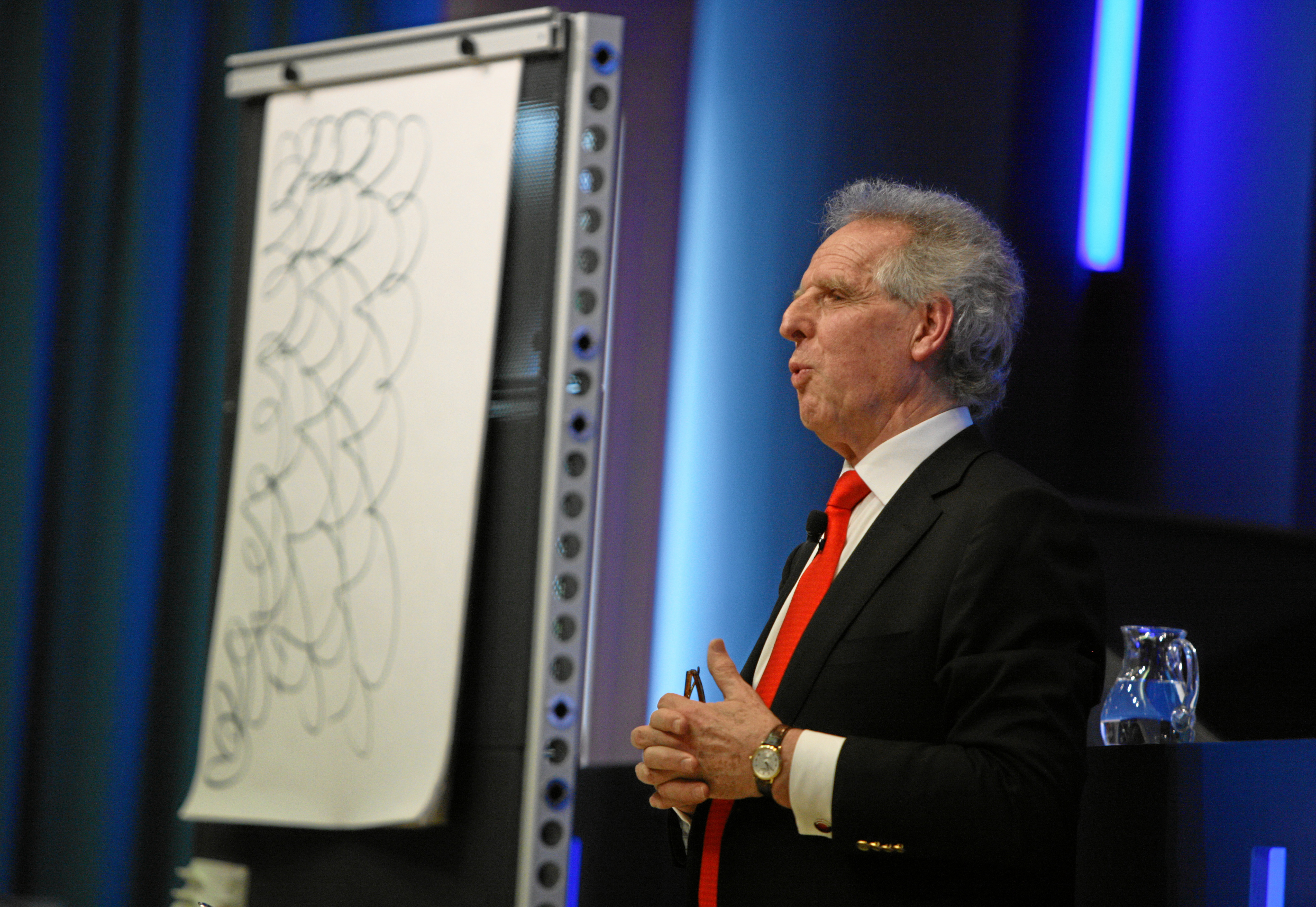
Benjamin Zander (2009)

Benjamin Zander (* 9. März 1939 in Gerrards Cross, Buckinghamshire) ist ein englischer Dirigent.
Der Sohn jüdischer Emigranten aus Deutschland hatte bereits als Kind Kompositions- und Cellounterricht. Kompositionen des Neunjährigen erweckten das Interesse Benjamin Brittens, der ihn mit seiner Familie während dreier Sommer auf seinen Wohnsitz in Aldeburgh einlud, wo er bei dessen Assistentin Imogen Holst, der Tochter von Gustav Holst, Unterricht in Musiktheorie und Komposition erhielt.
Von 1954 bis 1959 studierte er Cello in Florenz bei Gaspar Cassadó, den er auch auf Konzertreisen begleitete. Bis 1964 studierte er am University College London. Ab 1967 unterrichtete er am New England Conservatory in Boston, wo er die Interpretationsklassen leitete und das New England Conservatory Youth Philharmonic Orchestra dirigierte. In 32 Jahren unternahm er mit dem Orchester dreizehn internationale Konzerttourneen, spielte fünf kommerzielle Plattenaufnahmen ein und nahm mehrere Fernsehdokumentationen für den Public Broadcasting Service auf.
Seit 1979 ist Zander Dirigent des Boston Philharmonic Orchestra, mit dem er vorrangig Werke der Spätromantik und des frühen 20. Jahrhunderts aufführte, darunter einen Zyklus aller Sinfonien Gustav Mahlers. Die Einspielung von Strawinskis Le sacre du printemps wurde 1992 in die Liste der zehn bedeutendsten Musikereignisse des Jahres der New York Times aufgenommen. Fünf CD-Aufnahmen mit dem Orchester finden sich im Penguin Guide of the Best Recordings of the Past 20 Years.
Daneben arbeitete Zander regelmäßig mit dem Philharmonia Orchestra London zusammen, mit dem er eine Reihe von Beethoven- und Mahlersinfonien einspielte. Die Aufnahme der 9. Symphonie von Beethoven war die bis dahin einzig existierenden Aufnahme, die alle Metronom-Markierungen des Komponisten streng einhielt. Die Aufnahme von Mahlers 9. Sinfonie wurde für einen Grammy nominiert. Drei Jahre dirigierte er das Israel Philharmonic Orchestra, und als Gastdirigent trat er u. a. mit dem Bournemouth Symphony Orchestra, dem Royal Scottish National Orchestra, dem Irish National Orchestra, den Sankt Petersburger Philharmonikern, dem Malaysian Symphony Orchestra, dem Saint Louis Symphony Orchestra, dem Indianapolis Symphony Orchestra und mit Jugendorchestern wie dem Youth Orchestra of the Americas, dem National Youth Orchestra of New Zealand und dem Australian Youth Orchestra auf.
Neben seiner musikalischen Tätigkeit hält Zander international Vorträge zum Thema Teamführung, mehrfach beispielsweise vor dem Weltwirtschaftsforum in Davos. Mit seiner Frau, der Psychotherapeutin Rosamund Zander, veröffentlichte er das Buch The Art of Possibility, das in sechzehn Sprachen übersetzt wurde. Vom International Council for Caring Communities (ICCC) wurde er 2002 als „Caring Citizen of the Humanities“ ausgezeichnet.
Seit 2015 veröffentlicht das Boston Philharmonic Orchestra Zanders Meister-Klassen auf YouTube.